# Liste der Kulturdenkmäler in Niederwambach
In der Liste der Kulturdenkmäler in Niederwambach sind alle Kulturdenkmäler der rheinland-pfälzischen Ortsgemeinde Niederwambach einschließlich der Ortsteil Ascheid und Lahrbach aufgeführt. Grundlage ist die Denkmalliste des Landes Rheinland-Pfalz (Stand: 9. Februar 2023).

## Einzeldenkmäler
| Bezeichnung              | Lage                                                     | Baujahr                            | Beschreibung | Bild            |
| ------------------------ | -------------------------------------------------------- | ---------------------------------- | --- | --------------- |
| Brunnen                  | Niederwambach, Brunnenstraße, Ecke Steimeler Straße Lage | zweite Hälfte des 19. Jahrhunderts | Pumpbrunnen, Gusseisen, zweite Hälfte des 19. Jahrhunderts                                                                            | Fotos hochladen |
| Evangelische Pfarrkirche | Niederwambach, Steimeler Straße Lage                     | zweite Hälfte des 12. Jahrhunderts | ehemals St. Bartholomäus; Turmuntergeschoss aus der zweiten Hälfte des 12. Jahrhunderts, Turmaufbau und langgestreckter Saal von 1831 | Fotos hochladen |
| Hof Lichtenthal          | Niederwambach, südwestlich des Ortes Lage                | Mitte des 19. Jahrhunderts         | fünfachsiger Walmdachbau, Bruchstein, Mitte des 19. Jahrhunderts                                                                      | BW              |
| Wohnhaus                 | Ascheid, In der Burg 1 Lage                              | 18. Jahrhundert                    | Fachwerkhaus, teilweise massiv, 18. Jahrhundert                                                                                       | Fotos hochladen |
| Quereinhaus              | Ascheid, In der Burg 2 Lage                              | um 1800                            | Fachwerk-Quereinhaus mit Niederlass, teilweise massiv, um 1800                                                                        | Fotos hochladen |
| Wohnhaus                 | Ascheid, In der Burg 3 Lage                              | 18. Jahrhundert                    | Fachwerkhaus, teilweise massiv, 18. Jahrhundert                                                                                       | Fotos hochladen |
| Quereinhaus              | Ascheid, In der Burg 4 Lage                              | 17. oder 18. Jahrhundert           | Fachwerk-Quereinhaus, teilweise massiv und verkleidet, wohl aus dem 17. oder 18. Jahrhundert, Wirtschaftsteil 18. Jahrhundert         | BW              |
| Wohnhaus                 | Lahrbach, Feldstraße 6 Lage                              | 18. Jahrhundert                    | Fachwerkhaus, teilweise massiv, 18. Jahrhundert                                                                                       | Fotos hochladen |
| Martinshof               | Lahrbach, Feldstraße 8 Lage                              | 18. Jahrhundert                    | Fachwerkhaus, teilweise massiv, 18. Jahrhundert, Kniestock und Dach um 1900, Fachwerkscheune, teilweise massiv, 18. Jahrhundert       | BW              |